# Hylarana darlingi
Hylarana darlingi es una especie de anfibio anuro de la familia Ranidae. Se encuentra en Angola, Botsuana, República Democrática del Congo, Malaui, Mozambique, Namibia, Zambia y Zimbabue.